# Johann Friedrich Wilhelm Herbst
Johann Friedrich Wilhelm Herbst (Petershagen, 1 de novembro de 1743 - Berlim, 5 de novembro de 1807) foi um naturalista alemão e entomologista. Ele serviu como capelão no exército prussiano. Seu casamento em Berlim, 1770, com Euphrosyne Luise Sophie (1742-1805), filha do prussiano Hofrat Libert Waldschmidt, parece não ter tido filhos.

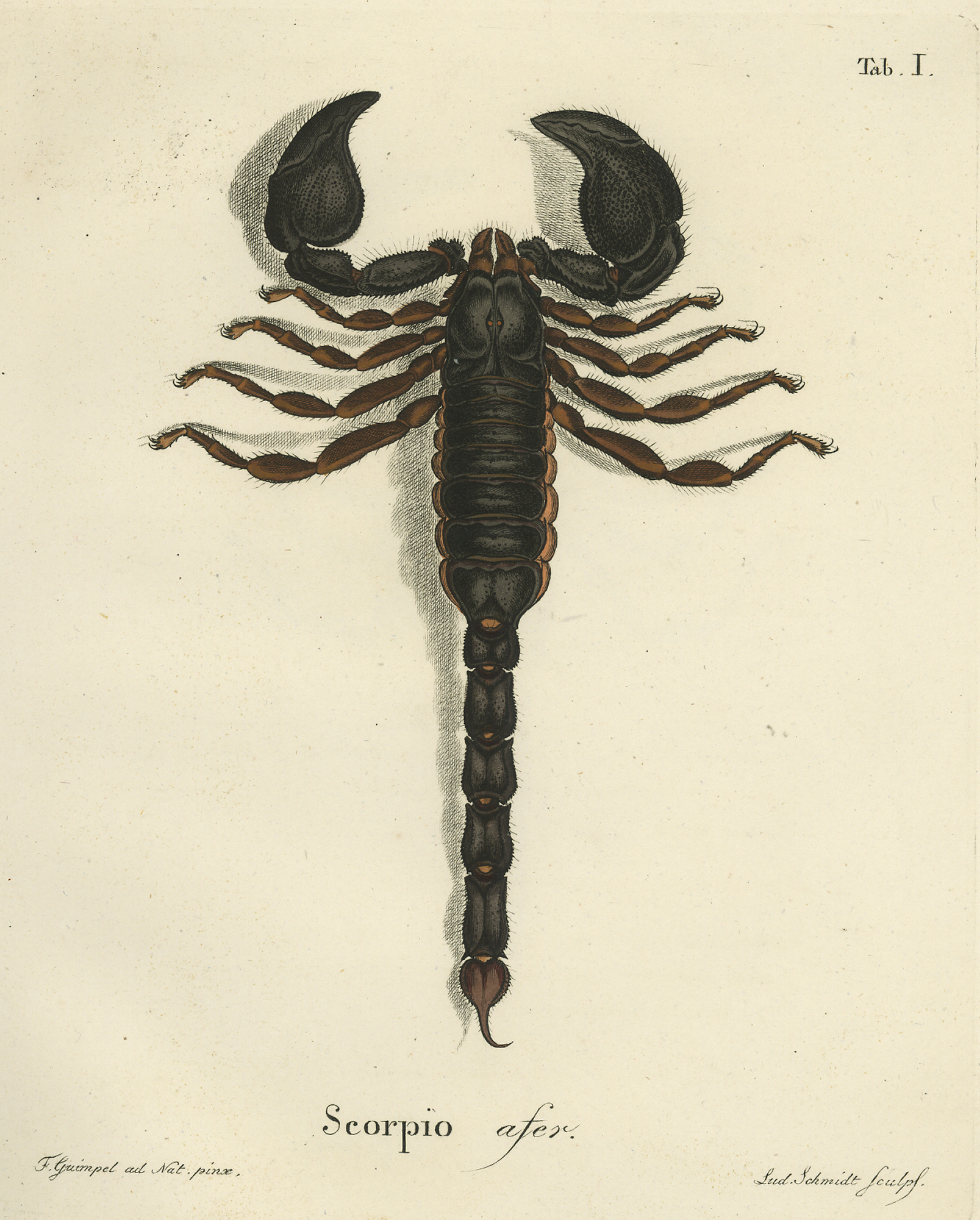
Escorpião Plate1 Natursystem der Ungeflügelten Insekten

Ele foi o editor adjunto, com Carl Gustav Jablonsky, de Naturgeschichte der in und ausländischen Insekten (1785-1806, 10 volumes), que foi uma das primeiras tentativas de um levantamento completo da ordem dos coleópteros. De Herbst Naturgeschichte der Krabben und Krebse, liberado em parcelas, foi o primeiro levantamento completo de crustáceos.

## Publicações
- Naturgeschichte der in-und ausländischen Insekten (1785-1806, 10 vol.). Em colaboração com Carl Gustav Jablonsky) of Naturgeschichte der in- und ausländischen Insekten.
- Anleitung zur Kenntnis der Insekten (3 vol., 1784-1786).
- Naturgeschichte der Krabben und Krebse (3 vol., 1782-1804).
- Einleitung zur Kenntnis der Wür-mer (2 vol., 1787-1788).
- Natursystem der ungeflügelten Insekten (4 vol., 1797-1800). Classificação dos insetos sem asas.